# Nichols (New York)
Pour les articles homonymes, voir Nichols.
Ne doit pas être confondu avec Nichols (village, New York).
Nichols est une ville (town) du comté de Tioga, dans l'État de New York, aux États-Unis,. En 2010, elle compte une population de 2 525 habitants.

## Démographie
Lors du recensement de 2010, la ville comptait une population de 2 525 habitants, tandis qu'en 2016, elle est estimée à 2 441 habitants.